# Richtungsgleis

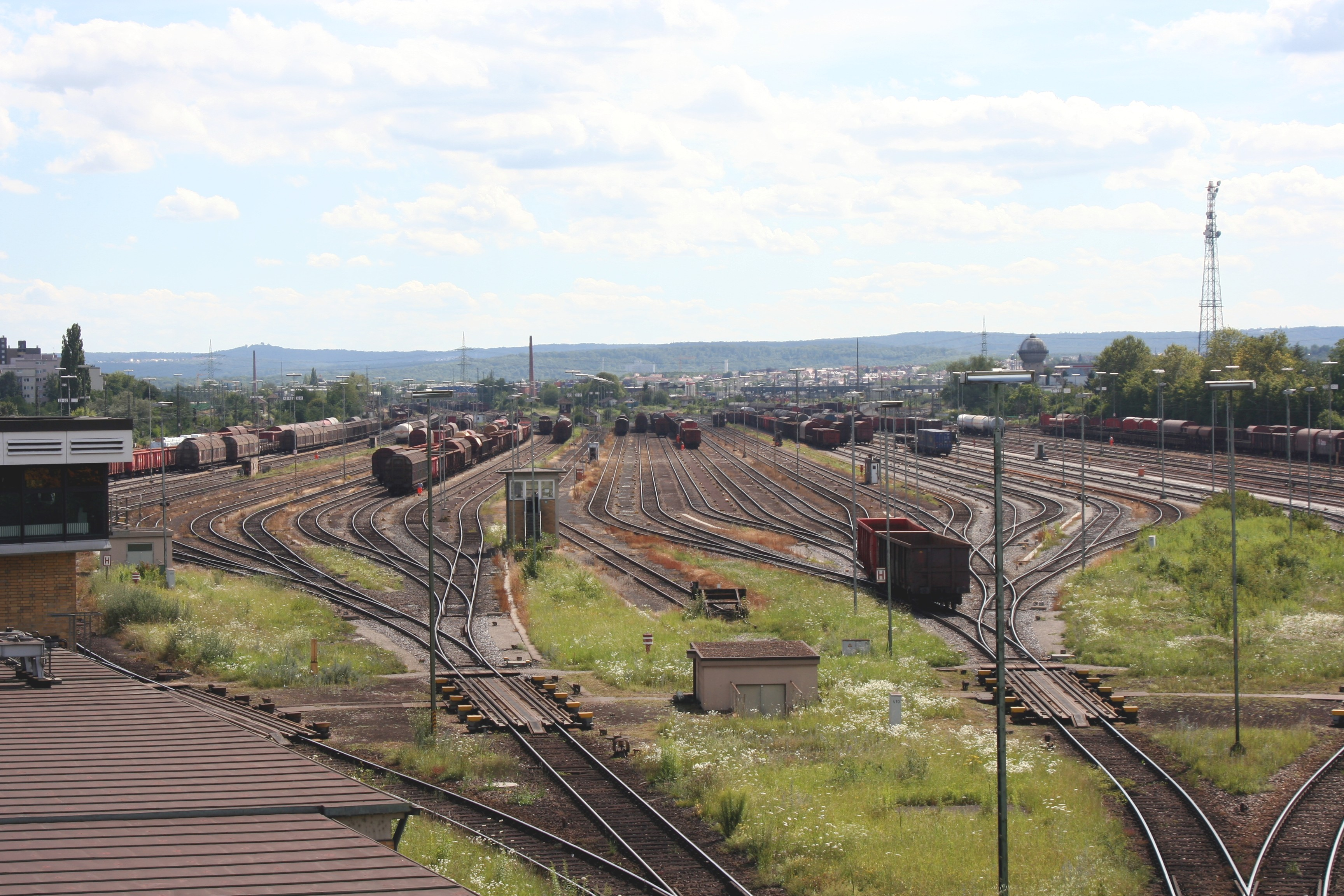
Richtungsgleise des Rangierbahnhofs Kornwestheim

Richtungsgleise sind Gleise eines Rangierbahnhofs, in denen aus einzelnen Eisenbahngüterwagen neue Güterzüge für die verschiedenen Richtungen bzw. Zielbahnhöfe gebildet werden. Es werden mehrere Richtungsgleise in einer gesonderten Richtungsgruppe oder Richtungsharfe (in Österreich: Reihungsbahnhof) zusammengefasst.
Über den Ablaufberg laufen die Wagen in die Richtungsgleise und reihen sich zu den neuen Zugkompositionen zusammen.